# 詹盧卡·佩戈羅
詹盧卡·佩戈羅（義大利語：Gianluca Pegolo；1981年3月25日—）是一位意大利足球運動員。在場上的位置是守門員。他現在效力於意大利足球甲級聯賽球隊薩斯索羅。他曾效力於熱那亞足球俱樂部。